# Château de Montboissier (Eure-et-Loir)
Pour les articles homonymes, voir Château de Montboissier.
Le château de Montboissier est un château français de style néoclassique situé dans l'actuelle commune de Montboissier, entre Chartres et Châteaudun, dans l'actuel département d'Eure-et-Loir et la région Centre-Val de Loire. Construit par l'architecte Nicolas Marie Potain à partir de 1772, il a été démoli dès 1795. Il n'en subsiste que quelques vestiges dont deux pavillons où François-René de Chateaubriand a passé un mois à l'été 1817 : ce séjour est évoqué dans l'un des plus célèbres passages des Mémoires d'outre-tombe, « la grive de Montboissier ».

## Histoire
Montboissier s’appelait autrefois Le Houssay (Husseium), simple hameau de Saint-Germain-lès-Alluyes, attesté bien avant l’année 1069. Le village fut érigé en paroisse le 27 septembre 1627 et ne prit le nom de Montboissier qu'en 1767.
Le domaine du Houssay, dont le plus ancien propriétaire connu est Marie Hertenant, fut vendu à Jean du Château, puis à la famille Mallier, aux environs de 1500. Un château y avait été bâti entre la fin du XVe siècle et le début du XVIe siècle. Il fut remplacé par un nouvel édifice sous Louis XIII, aux environs de 1630, dans le style caractéristique en brique et pierre de cette époque.
Marie de Mallier épousa en 1691 Louis Joseph de Maillé-Brézé en lui apportant le château du Houssay. Leur fille, Marie Anne Geneviève de Maillé-Brézé (°1692) épousa en 1711 Philippe Claude de Beaufort-Canillac (1671-1765), marquis de Montboissier, lieutenant général des armées du roi, d'une ancienne famille originaire d'Auvergne. Leur deuxième fils, Charles Henri Philippe de Beaufort-Canillac (1713-1751), dit le vicomte de Montboissier, épousa en 1748 Marie Charlotte Madeleine Boutin (†1782), issue d'une riche famille de financiers. Ils rachetèrent le château à l'aîné des fils du marquis de Montboissier, Philippe Claude de Beaufort-Canillac (1712-1797), dit le comte de Montboissier.
Après la mort de son mari, la vicomtesse de Montboissier obtint du roi, en 1767, l'érection de la seigneurie du Houssay en comté sous le nom de Montboissier-les-Alluyes au profit de son fils, Charles Philippe Simon de Montboissier-Beaufort-Canillac (1750-1802), baron de Montboissier. Le château ayant brûlé en 1772, elle entreprit de le faire reconstruire, toujours en brique et pierre, par l'architecte du roi Nicolas Marie Potain, collaborateur d'Ange-Jacques Gabriel.
Sous la Révolution française, le baron de Montboissier, après avoir été élu député à l'Assemblée nationale en 1789, finit par émigrer et son château fut saisi comme bien national et vendu à trois reprises. Les deux premiers acquéreurs ne purent en régler le prix. À la troisième tentative, il fut adjugé à deux marchands de biens versaillais qui entreprirent dès 1795 de le démolir pour en vendre les matériaux qui ont servi à bâtir plusieurs maisons de la région ainsi que, dit-on, l’église de Meslay-le-Vidame, construite vers 1800.
En 1805, l'ancienne propriétaire, la baronne de Montboissier, née Françoise Pauline de Lamoignon de Malesherbes (1758-1827), fille de Chrétien Guillaume de Lamoignon de Malesherbes, racheta ce qui restait de la propriété.
François-René de Chateaubriand et sa femme y séjournèrent dans le Pavillon des Roses du 3 juillet au 2 août 1817. Ils étaient les invités de la baronne de Montboissier et de l'aînée de ses cinq filles, Charlotte Pauline Christine de Montboissier-Beaufort-Canillac, épouse du contre-amiral comte Colbert de Maulévrier. Le célèbre écrivain évoque ce séjour, marqué par une grave maladie de Mme de Chateaubriand, dans un des plus célèbres passage des Mémoires d'outre-tombe (livre III, chapitre 1), « la grive de Montboissier », qu'on a souvent rapproché de la fameuse « madeleine » de Proust :
« Je suis maintenant à Montboissier, sur les confins de la Beauce et du Perche. Le château de cette terre, appartenant à Madame la comtesse de Colbert-Montboissier, a été vendu et démoli pendant la Révolution ; il ne reste que deux pavillons séparés par une grille et formant autrefois le logement du concierge. Le parc, maintenant à l’anglaise, conserve des traces de son ancienne régularité française : des allées droites, des taillis encadrés dans des charmilles, lui donnent un air sérieux ; il plaît comme une ruine.
Hier soir, je me promenais seul ; le ciel ressemblait à un ciel d’automne ; un vent froid soufflait par intervalles. A la percée d’un fourré, je m’arrêtai pour regarder le soleil ; il s’enfonçait dans les nuages au-dessus de la tour d’Alluye, d’où Gabrielle avait vu comme moi le soleil se coucher il y a deux cents ans. Que sont devenus Henri et Gabrielle ? Ce que je serai devenu quand ces Mémoires seront publiés.
Je fus tiré de mes réflexions par le gazouillement d’une grive, perchée sur la plus haute branche d’un bouleau. A l’instant ce son magique fit reparaître à mes yeux le domaine paternel ; j’oubliai les catastrophes dont je venais d’être le témoin, et, transporté subitement dans le passé, je revis ces campagnes où j’entendis si souvent siffler la grive. »
La fille de la comtesse de Colbert-Maulévrier, également prénommée Pauline, épousa Timoléon, comte de Leusse (1804-1871) et apporta la propriété dans la famille de Leusse.

## Architecture
La limite ouest du parc est bordée au nord par la vallée de Paray ou vallée de la Malorne qui conflue au sud avec le Loir.
Le château de Montboissier n'est connu que par la gravure. C'était un imposant édifice en brique et pierre avec un dôme central, qu'on peut rapprocher du château de Sourches, construit dix ans auparavant, à Saint-Symphorien aux environs du Mans  par Gabriel de Lestrade, beau-frère de Potain. L'usage combiné de la brique et de la pierre peut s'expliquer par la volonté de restituer le château antérieur de style Louis XIII, mais aussi par le regain de vogue de cet appareillage à l'époque néo-classique, comme on le voit par exemple non loin de Montboissier au château de la Ferté-Vidame achevé en 1771 par Antoine Matthieu Le Carpentier pour le financier Jean-Joseph de Laborde.
Dans le grand appartement de Montboissier, Potain avait administré sa conception savante et raisonnée des ordres. « D'après un ancien état des lieux, la salle à manger était "décorée en grande architecture d'ordre toscan", le salon d'été "en architecture d'ordre corinthien", le superbe salon de compagnie "en architecture d'ordre ionique". Le vestibule séparait l'escalier d'honneur d'une chapelle palatine à deux niveaux. »
Il ne subsiste aujourd'hui du château de Montboissier que les pavillons d'entrée – le pavillon de Flore et le pavillon des Roses, qualifiés de « remarquables » par Jackie Despriée – la grille, les douves, un arc de triomphe et quelques Fabrique de jardin dans le parc.

Le château de Montboissier
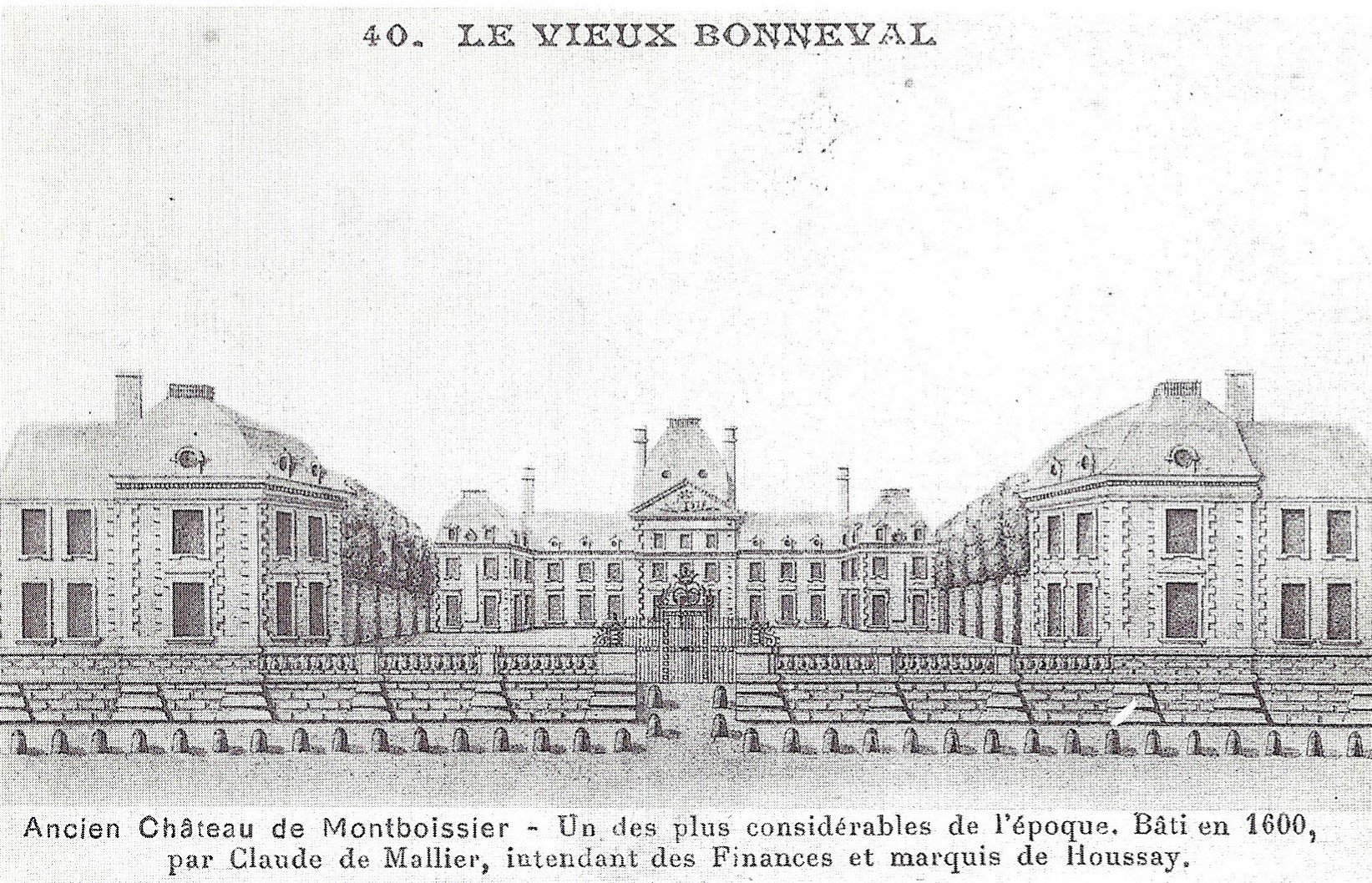
Carte postale représentant le château avant 1795.
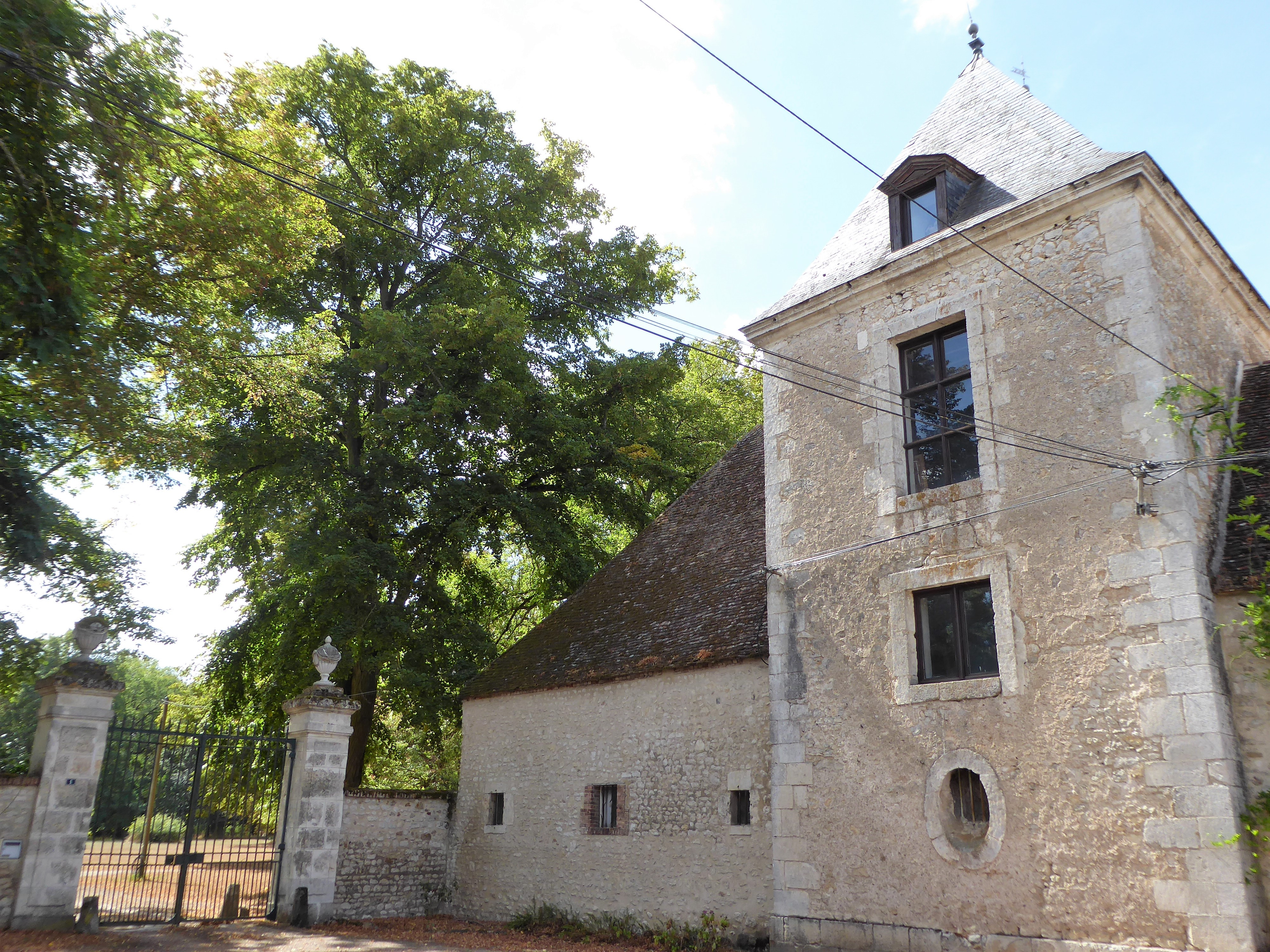
Entrée latérale nord.
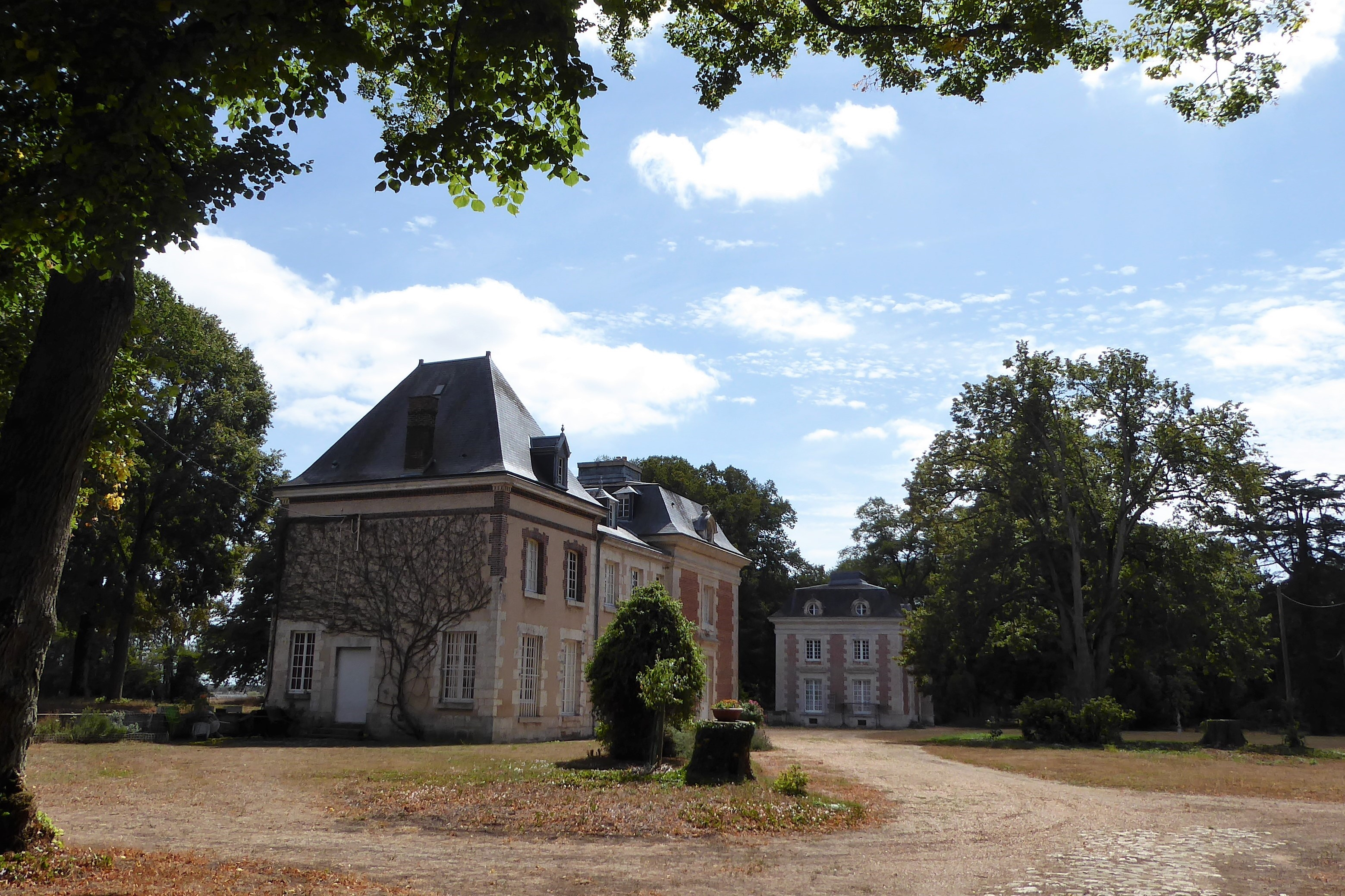
Les pavillons d'entrée vus depuis l'entrée nord.